# Ширин
Шири́н (перс. شیرین‎, VI век, Хузестан — 628) — жена сасанидского императора Хосрова II (правил 590—628). Во время революции после смерти отца Хосрова Ормизда IV, военачальник Бахрам Чубин захватил власть над Персидской империей. Ширин вместе с Хосровом бежала в Сирию, где они жили под защитой византийского императора Маврикия.
В 591 году, когда Хосров вернулся в Персию и взял империю под контроль, Ширин стала царицей. Она использовала новообретённое влияние для помощи христианскому меньшинству, однако из-за политической ситуации она была вынуждена действовать осторожно. Первоначально она принадлежала к Церкви Востока, но позже присоединилась к миафизитской церкви Антиохии, ныне известной как Сирийская православная церковь. После завоевания Иерусалима Сасанидами в 614 году во время персидско-византийской войны 602—628 годов Сасаниды захватили Животворящий Крест Иисуса Христа и перевезли его в свою столицу Ктесифон, где Ширин поместила его в своём дворце.
Хосров назвал несколько городов в честь возлюбленной, в том числе Касре-Ширин, что означает «дворец Ширин».

## Происхождение
Происхождение Ширин неясно. Согласно армянскому историку VII века Себеосу (ум. после 661), она была уроженкой Хузистана на юго-западе Ирана. Однако две сирийские хроники утверждают, что она была «арамейкой», то есть из региона Асористан (бывшая Ассирия). Персидский историк Мирхонд (ум. 1498), живший гораздо позже, утверждает, что она была служанкой в персидском доме, который Хосров II регулярно посещал в подростковом возрасте. Персидский эпос XI века «Шахнаме» («Книга царей») Фирдоуси (ум. 1019/25), основанный на среднеперсидском тексте «Хвадай-намак» («Книга владык»), утверждает, что Ширин уже была замужем за Хосровом II к тому времени, как тот бежал в Византийскую империю. Ни одно из этих утверждений не подкреплено более ранними источниками, что может указывать на то, что они являются более поздними преданиями. Византийский историк начала VII века Феофилакт Симокатта не упоминает имена двух женщин, бежавших с Хосровом II.
Традиция, идентифицирующая Ширин как армянку, является ложной и, по-видимому, имеет более позднее происхождение.

## Литературная героиня
Спустя долгое время после своей смерти Ширин стала известной героиней персидской литературы, образцом верной возлюбленной и супруги. Она появляется в «Шахнаме» и поэме «Хосров и Ширин» Низами Гянджеви (1141—1209), а также упоминается во многих других произведениях. Подробная и искусно написанная история её жизни как литературного персонажа не имеет почти ничего общего с жизнью реальной Ширин, о которой сохранились лишь немногие исторические факты. Тем не менее её христианская вера и трудности после убийства мужа являются правдой, как и изгнание Хосрова до того, как он сумел вернуть себе престол. Большую часть истории занимают их ухаживания после того, как Хосров впервые видит купающуюся Ширин, ещё не зная, кто она такая. Влюблённые много времени оказываются порознь в результате сюжетных поворотов. Сын Хосрова от византийской принцессы убивает отца и хочет жениться на Ширин, однако она совершает самоубийство, чтобы этого избежать.